# Meerman (waterwezen)

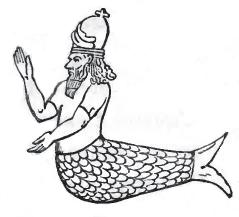
Een meerman, 1868

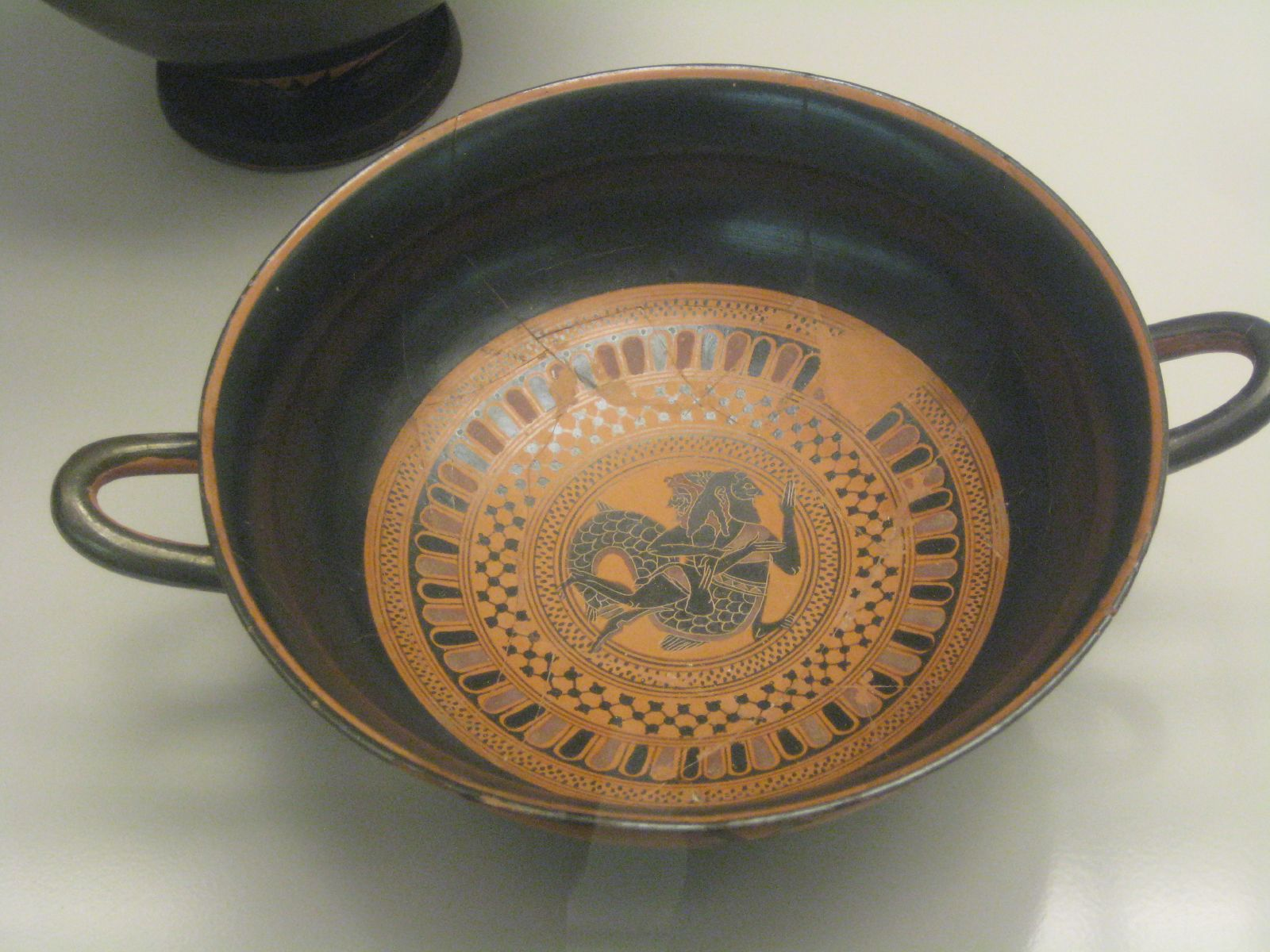
Herakles vecht met Triton

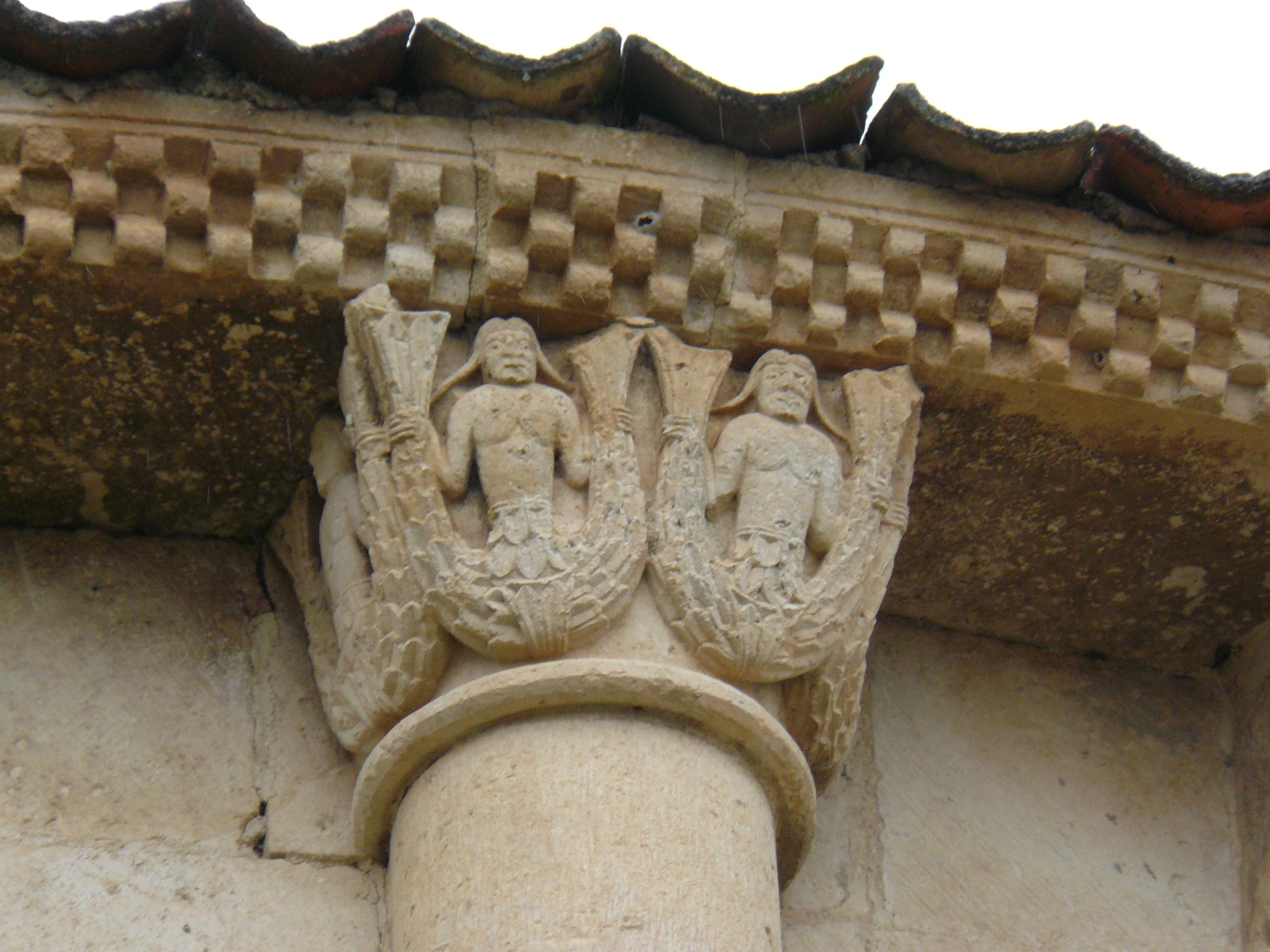

Een meerman of zeemeerman is de mannelijke vorm van een zeemeermin: een fictief wezen met het bovenlichaam van een mens en het onderlichaam van een vis. In de Griekse mythologie werden ze vaak afgebeeld met groen haar als zeewier. Meermannen komen veel minder voor in verhalen dan hun vrouwelijke soortgenoten. De bekendste meerman is waarschijnlijk Triton.
Het gedrag van de meerman is sterk afhankelijk van de bron van het verhaal, en uit welke tijd deze stamt. Meermannen zouden grote stormen kunnen oproepen om zo schepen laten zinken, maar zouden ook wijze leraren zijn.
Enkele verhalen waarin een meerman een rol speelt:
- De zeemeermin van Westenschouwen
- Het verdronken land

Zeemeerman en zeemeermin op de vlag van Schouwen-Duiveland
Zeemeerman en zeemeermin op het Wapen van Schouwen-Duiveland
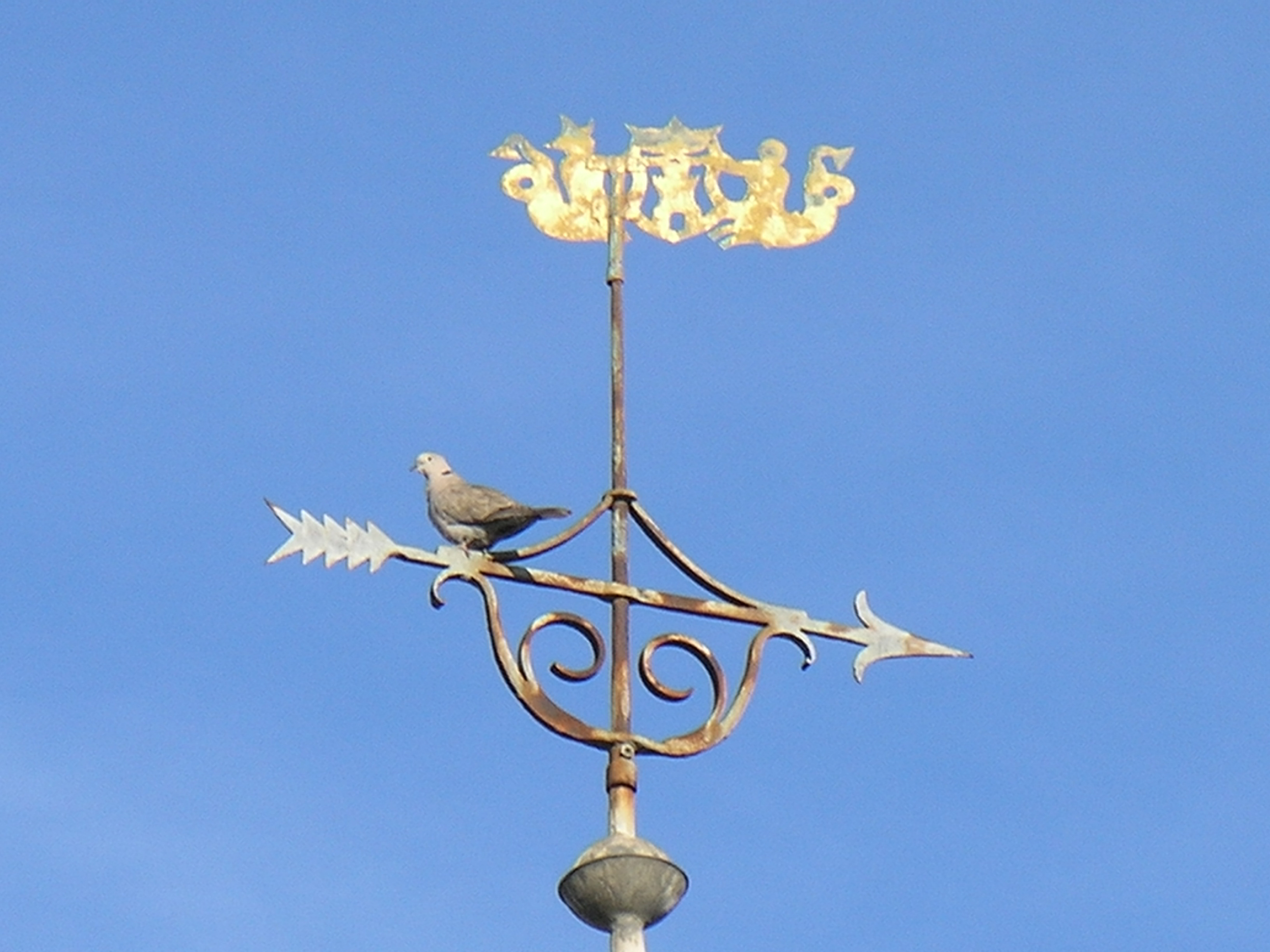
Windvaan van het oude stadhuis in Domburg
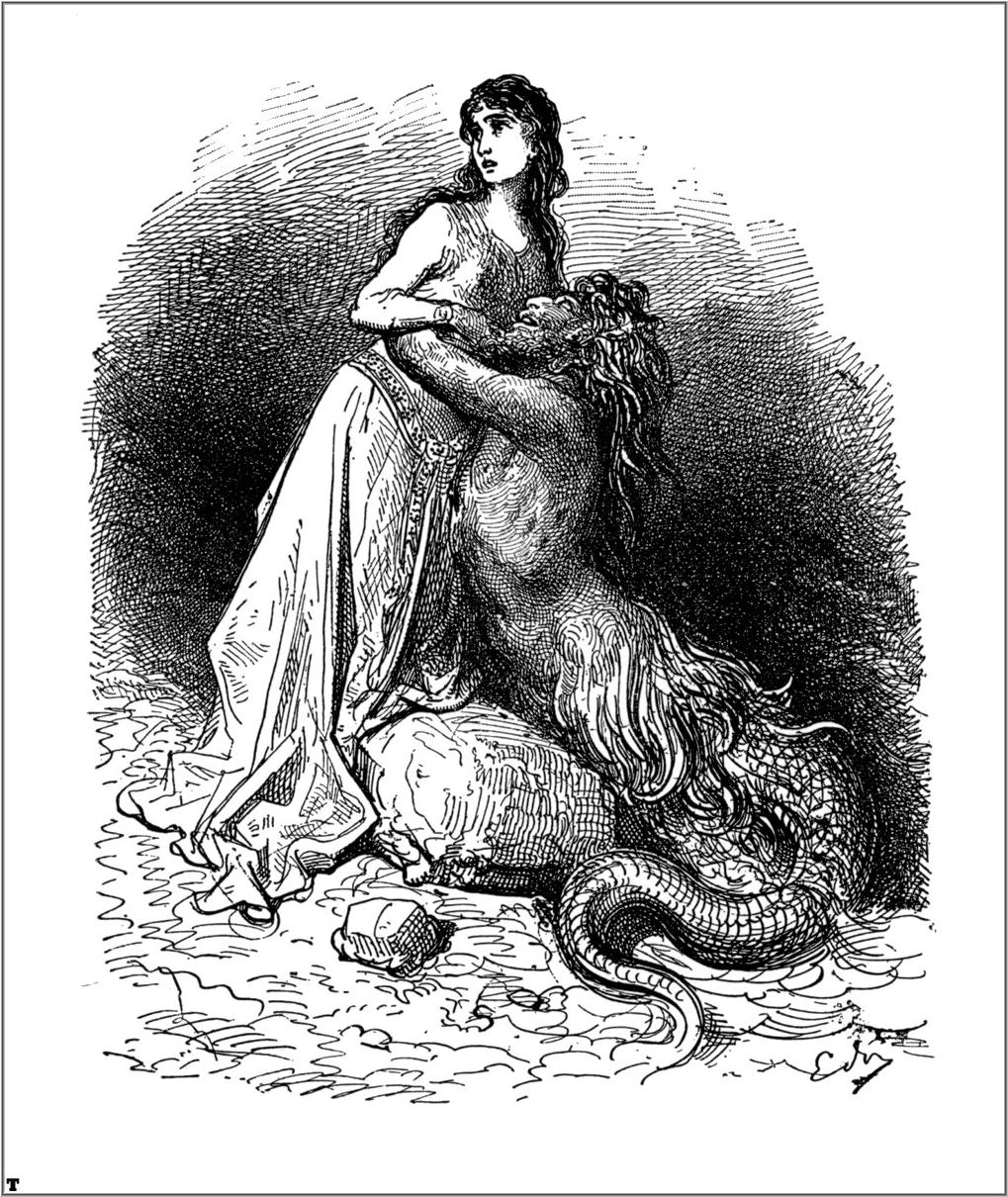
Afbeelding uit Orlando Furioso door Gustave Doré
Twee zeemeermannen op het Wapen van Sealand
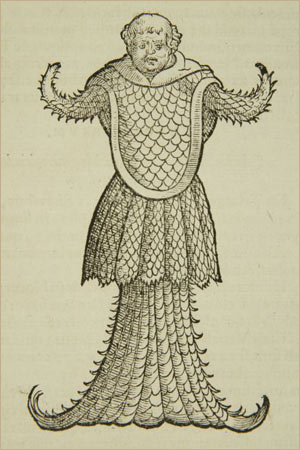
Monniksvis, 1575
Wapen van Oostende
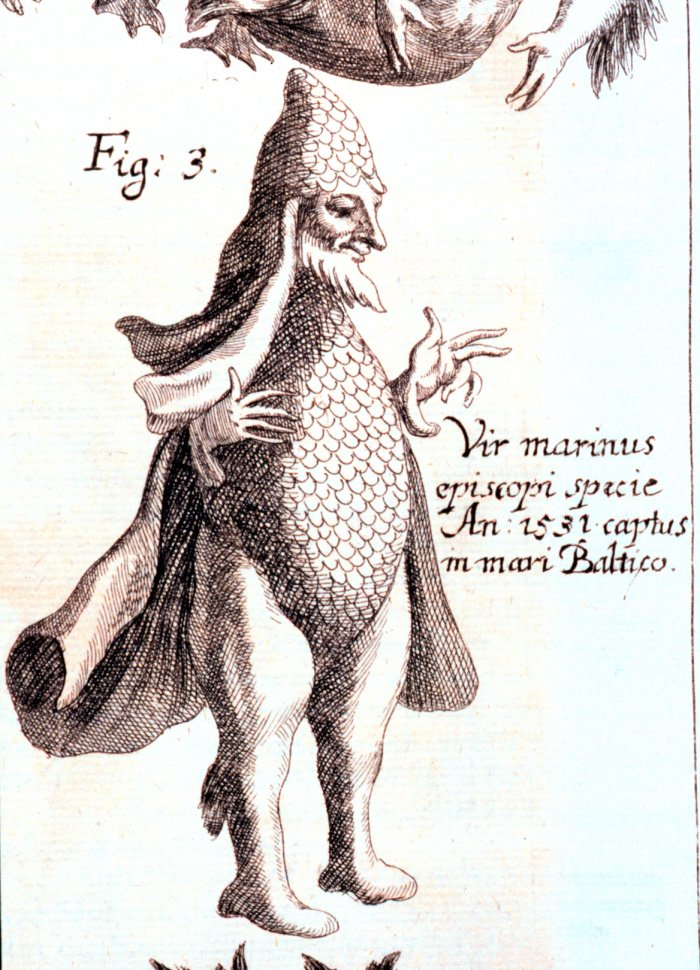
Een in 1531 in de Oostzee gevangen meerman, een Bisschopsvis
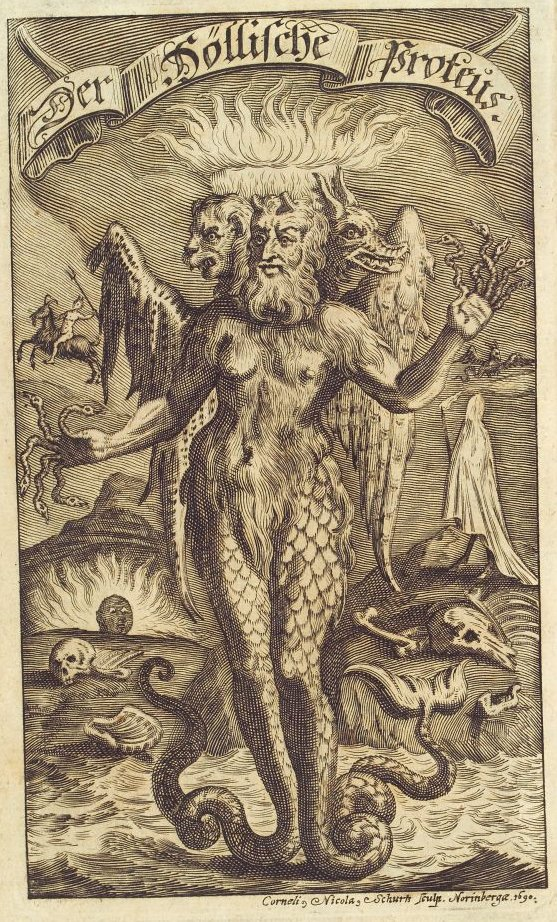
Proteus, 1695
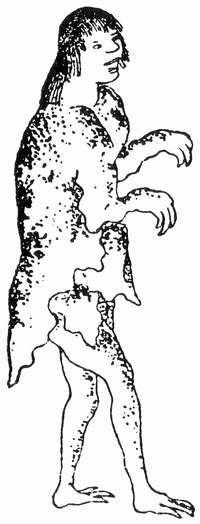
Een meerman uit Japan, ca. 1800
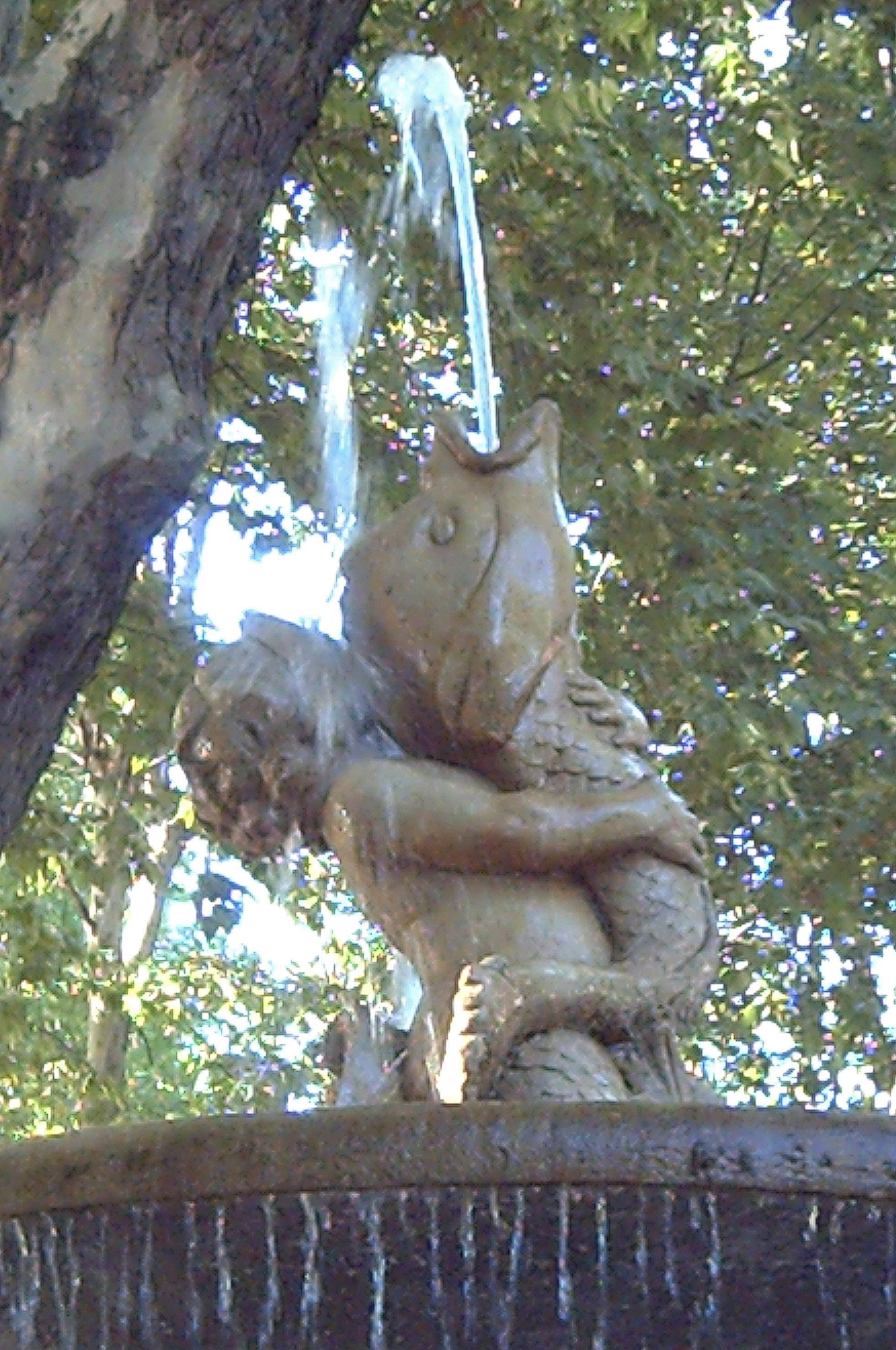
Een meerman vangt een dolfijn, fontein in Madrid, 1781
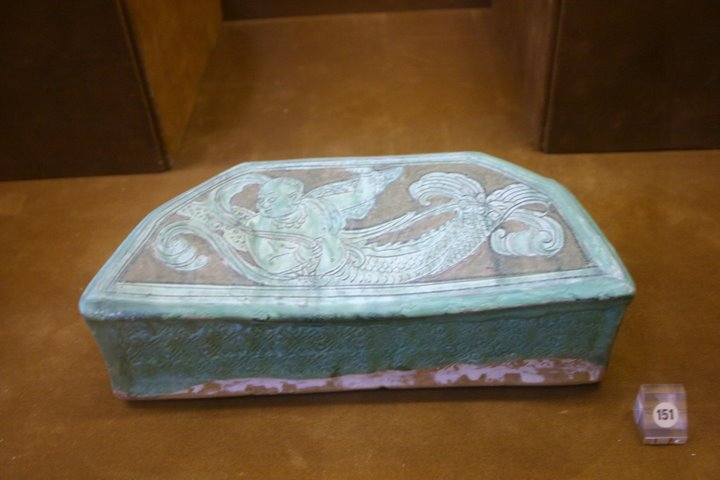
Chinees porselein uit de Jin-dynastie (1115-1234)
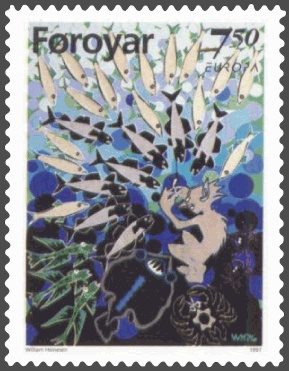
Meerman op een postzegel uit de Faeröer (door William Heinesen, 1997)

## Trivia

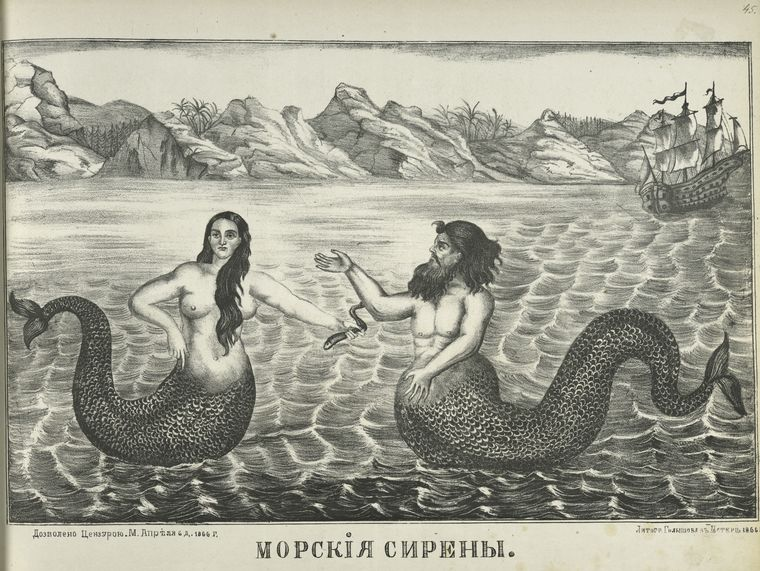
Afbeelding uit 1866

De kerk in Zuurdijk heeft een meerman als windwijzer.